# Paquerina graminea
Paquerina graminea là một loài thực vật có hoa trong họ Cúc. Loài này được (Labill.) Cass. ex Less. mô tả khoa học đầu tiên năm 1832.